# Norfolcioconch norfolkensis
Norfolcioconch norfolkensis је пуж из реда Stylommatophora и фамилије Charopidae. 

## Угроженост
Ова врста се сматра рањивом у погледу угрожености врсте од изумирања.

## Распрострањење
Острво Норфолк је једино познато природно станиште врсте.

## Станиште
Врста Norfolcioconch norfolkensis има станиште на копну.